# Robert de Ketton
Ne doit pas être confondu avec Robert de Chester.
Robert de Ketton, connu en latin sous le nom de Rodbertus Ketenensis (fl. 1141-1157), est un astronome, traducteur, prêtre et diplomate anglais actif en Espagne. Il a traduit plusieurs ouvrages d'arabe en latin, dont la première traduction du Coran dans une langue occidentale. Entre 1144 et 1157, il a occupé un poste d'archidiacre dans le diocèse de Pampelune.
Bien que, comme il l'a lui-même déclaré, il s'intéresse surtout à l'étude des travaux mathématiques et astronomiques et est crédité d'une traduction largement diffusée des Éléments d'Euclide. Il est cependant principalement connu pour avoir été le premier traducteur du Coran en latin pour une commande de l'abbé de Cluny Pierre le Vénérable.
Il a longtemps été confondu avec Robert de Chester (en latin : Robertus Castrensis), un autre traducteur anglais actif en Espagne au milieu du XIIe siècle, et son identification est encore sujet à interprétations.

## Identification de Robert de Ketton
Il a longtemps été confondu avec Robert de Chester (en latin : Robertus Castrensis), un autre traducteur anglais actif en Espagne au milieu du XIIe siècle. Bien qu'un consensus de la plupart des spécialistes est trouvé pour différencier les deux, au moins un spécialiste moderne pense qu'ils sont la même personne.
Les dates exactes de sa naissance et de sa mort sont inconnues. Le nom de famille de Robert, Ketenensis, Ketton ou Ketene, est généralement considéré comme faisant référence à Ketton, un village du Rutland, à quelques kilomètres de Stamford, dans le Lincolnshire. Il s'agit probablement de son lieu de naissance, mais aucune source ne l'atteste. Ce surnom n'a jamais été utilisé dans les documents officiels liés à Pampelune, où il était toujours appelé « Maître Robert » (magister Rodbertus), indiquant qu'il était titulaire d'une maîtrise de lettres. L'identification du traducteur dit Robert de Ketton et de l'archidiacre dit Maître Robert est fournie par une lettre de Pierre le Vénérable, abbé de Cluny. Au printemps ou à l'été 1144, Pierre envoie certaines des traductions de Robert à Bernard de Clairvaux. Dans la lettre d'accompagnement, il nomme le traducteur comme étant « Robert de Ketton d'Angleterre, qui est maintenant archidiacre de l'église de Pampelune » (« Roberto Ketenensi de Anglia, qui nunc Pampilonensis ecclesiae archidiaconus est »).

## Traductions
Certains spécialistes pensent que Robert était élève à Paris de Théodoric de Chartres, pour deux raisons : parce que Herman le Dalmate identifie Thierry comme son professeur dans sa traduction du Planisphaerium de Claude Ptolémée ; et parce que le plus ancien manuscrit de la traduction de Robert de Ketton des Éléments d'Euclide figure dans l’Heptateuchon, édité par Thierry. D'après cette idée, Robert de Ketton aurait rencontré Herman à Paris. Toutefois, quoique probable, il n'existe pas de preuve explicite permettant de tirer cette conclusion[réf. nécessaire].
Avant 1141, Robert de Ketton et Herman le Dalmate sont engagés dans un projet de traduction de textes arabes en latin pour leur propre usage et pour leur éducation. Un seul produit de Robert issu de cette collaboration précoce est connu ou a survécu. À la demande de Hermann, Robert a traduit les Jugements astrologiques d'Al-Kindi (sous le titre latin Judicia). De nombreux manuscrits ultérieurs l'attribuent à tort à Robertus Anglicus (en). Dans la préface de cette traduction, il explique que son intérêt se porte sur la géométrie et l'astronomie, mais qu'il entreprend un travail astrologique par égard pour son amitié avec Herman. Leur véritable projet, dit-il, est de travailler sur les Éléments d'Euclide et les Sphériques (en) de Théodose de Tripoli afin d'être capable de comprendre l’Almageste de Ptolémée. Tous ces textes n'auraient été disponibles pour eux qu'en arabe à cette époque.
Il a été suggéré qu'un autre texte qui survit pourrait être l'œuvre de Robert, issue de sa collaboration privée avec Hermann : une traduction des Éléments d'Euclide connue sous le nom d’Adelard II, qui est généralement attribuée à Adélard de Bath et parfois à Robert de Chester. Il s'agit de la plus populaire de plusieurs traductions latines d'Euclide du XIIe siècle. Dans sa traduction du Planisphère de Ptolémée de 1143, Hermann mentionne également que Robert lui a donné les tables astronomiques d'Al-Battani, peut-être en traduction.
En 1141, Robert et Hermann rencontrent l'abbé Pierre le Vénérable sur les rives de l'Èbre, probablement à Logroño, et celui-ci les convainc de traduire certains textes islamiques pour sa collection, qui est désormais connue sous le nom de Corpus de Tolède. Pour ce projet, Robert a traduit une histoire du premier califat sous le titre Chronica mendosa Saracenorum (Chronique mensongère des Sarrasins) et le Coran lui-même sous le titre Lex Mahumet pseudoprophete (Loi du faux prophète Mahomet). Pour ce dernier ouvrage, il a été assisté par un certain Muhammad. L'ensemble du Corpus de Tolède a été imprimé par l'imprimeur protestant Theodor Bibliander à Bâle en 1543.
Sa traduction est très libre et il ne subdivise pas le texte selon les sourates. La traduction du Coran par Robert a été largement considérée comme infidèle et déformée, bien que l'effort du traducteur pour utiliser une méthode qui cherche à incorporer dans sa traduction l'explication de passages difficiles à interpréter dans le texte coranique ait également été reconnu. La preuve la plus évidente en est son utilisation des ouvrages d'exégèse coranique, le tafsir. Le corpus a été largement diffusé dans l'Occident médiéval comme source de connaissances sur l'Islam.
En 1143, Robert avait en tête son projet de traduction astronomique et celui d'Hermann, car il écrivit une lettre à Pierre le Vénérable dans laquelle il promettait « un don céleste qui embrasse en lui-même toute la science [...] révélant le plus exactement, selon le nombre, la proportion et la mesure, tous les cercles célestes et leurs quantités, ordres et conditions, et, enfin, tous les divers mouvements des étoiles, leurs effets et leurs natures ».

## Carrière ecclésiastique
La carrière de Robert dans l'Église a commencé après la fin de sa carrière de traducteur — peut-être a-t-il reçu son bénéfice comme récompense pour son travail. Il devient archidiacre à Pampelune à partir de 1144 — probablement un petit peu avant — jusqu'en 1157, date à laquelle il est transféré dans un chapitre de chanoines de Tudela. Sa présence à Pampelune est connue grâce à des documents de 1145, 1147, 1149 et 1151. Il est à Barcelone en 1152 pour affaires officielles. Il semble qu'il ait tenu l'archidiaconat de Valdonsella, qui comprenait la ville d'Uncastillo. Robert est au service du roi García V de Navarre (dont le grand-père, Sancho Garcés, était seigneur d'Uncastillo) en tant que diplomate, et rédige le traité de paix signé avec Raimond-Bérenger IV, régent d'Aragon, le 1er juillet 1149. Pour cet effort en faveur de la paix, il est félicité par le pape Eugène III.
En 1151, l'évêque de Robert, Lope de Artajona, l'envoie comme délégué à une conférence pour résoudre la frontière contestée entre les diocèses de Pampelune et de Saragosse. Plus tard, Robert conduit une partie du clergé pampelonnais à la rébellion contre Lope. Leur différend est réglé pendant un certain temps, mais lorsque Lope entre en conflit avec le roi Sanche VI, Robert rejoint le camp du roi. C'est probablement par l'intermédiaire de celui-ci qu'il obtient la canonisation à Tudela après que son archidiaconat est devenu intenable. Il n'existe aucune trace de lui après 1157. Charles Burnett note que « la formation de Robert lui permettait d'assumer les rôles de diplomate, de conseiller royal et de rédacteur de documents officiels ».